# Wolf Schmidt

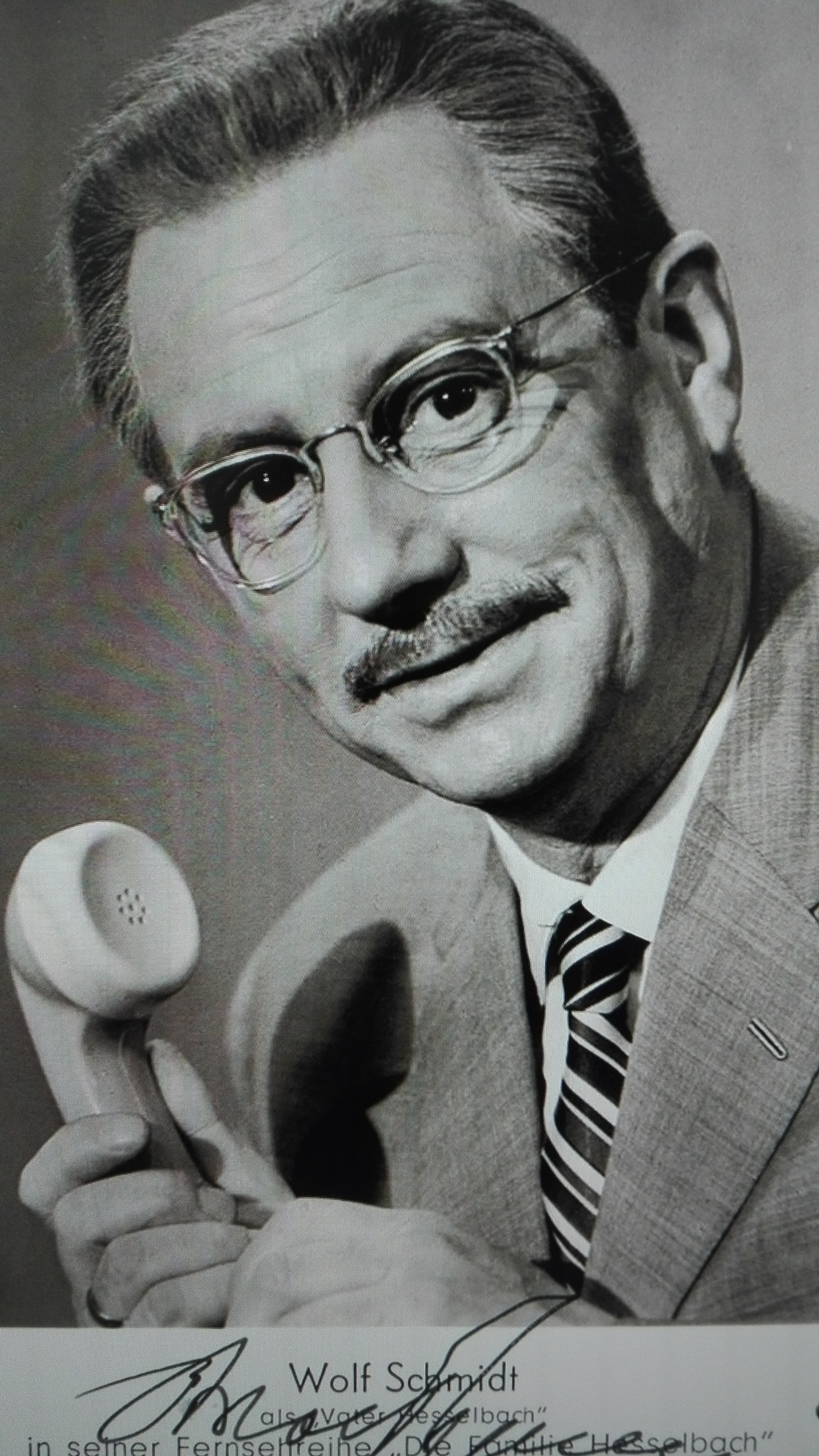
Unterschriebene Autogrammkarte, im Besitz und mit freundlicher Genehmigung der Familie Wolf Schmidt.

Wolf Schmidt (* 19. Februar 1913 in Friedberg als Johann Sebastian Ferdinand Wolfgang Schmidt; † 17. Januar 1977 in Gelsenkirchen) war ein deutscher Journalist, Kabarettist, Autor, Regisseur und Schauspieler. Bekannt wurde er vor allem als Karl („Babba“) Hesselbach in den hr-Produktionen Die Firma Hesselbach, Die Familie Hesselbach und später Herr Hesselbach und ....

## Anfänge
Wolf Schmidt (Johann Sebastian Ferdinand Wolfgang) wurde als Sohn eines Gymnasiallehrers geboren. Schon in jungen Jahren schrieb er Theaterstücke. Nach dem Abitur an der Augustinerschule Friedberg begann Schmidt ein Jurastudium in Paris und in Freiburg im Breisgau, das er jedoch nach kurzer Zeit abbrach, um in Paris zu bleiben und sich journalistisch zu betätigen. Er arbeitete dort als Auslandskorrespondent und berichtete für verschiedene Zeitungen aus Paris, Rom und Budapest.
1933 veranlasste ihn offensichtlich die Devisenknappheit seiner Auftraggeber nach Berlin zu wechseln, wo er im November 1933 die Verlagsleitung und Chefredaktion des Berliner Morgenblatts Neue Zeit in Charlottenburg übernahm. Der Verlag stand jedoch wirtschaftlich kurz vor dem Ruin und auch Schmidt konnte das Unvermeidliche nicht mehr abwenden. Die Erfahrungen dieser Zeit verarbeitete Schmidt später in den Hesselbachs, deren Firma eine Druckerei mit Verlag („Weltschau am Sonntag“) darstellte.

## Zweiter Weltkrieg
1939, bei Ausbruch des Zweiten Weltkriegs, meldete sich Schmidt freiwillig als Kriegsberichterstatter an der Front. Er berichtete zuerst aus Frankreich, später von der Ostfront. 1944 wurde Schmidt zur kämpfenden Truppe eingezogen. Im April 1945 hielt sich seine Einheit in Vorarlberg auf, wo sich Schmidt von der Truppe absetzte und sich zu Fuß auf den langen Heimweg nach Friedberg machte.

## Kabarett und die Hesselbachs
Kurz nach Kriegsende gründete Schmidt das politische Kabarett „Die Zeitgenossen“. Ab 1946 verfasste er Beiträge für das damalige Radio Frankfurt, den Vorläufer des Hessischen Rundfunks. Für letzteren entwickelte Schmidt auch sein bekanntestes Werk, die Hörspielserie um die Die Hesselbachs, in der er als „Babba“ Hesselbach auch die Hauptrolle sprach.
Mitte der 1950er Jahre folgten vier Kinofilme mit den Hesselbachs und ein fünfter Film „Der ideale Untermieter“ in deutscher und englischer Fassung, „The ideal lodger“ bzw. „Too young for men“ (AT), (aus Schmidts Privatvermögen finanziert) sowie später auch die Fernsehserien „Die Firma Hesselbach“ und als Fortsetzung „Die Familie Hesselbach“. In beiden Serien spielte Liesel Christ die Rolle der Mama Hesselbach.

## Neue Konzepte
Mit dem Namen Wolf Schmidt ist in erster Linie seine Figur des „Babba Hesselbach“ verbunden. Dabei zeigte sich Schmidts Vielseitigkeit nicht allein in den verschiedenen Dialektfassungen der Hesselbachs, die u. a. als Familie Staudenmaier (Radio Stuttgart) und Familie Schmitz (NWDR Köln) gesendet wurden.
Frei von den Zwängen des Formats schuf er eine ganze Reihe anspruchsvoller Hörspielbearbeitungen weltliterarischer Stücke (u. a. von Mark Twain, Giovanni Boccaccio, Niccolò Machiavelli, Ludwig Thoma, George Bernard Shaw), die einen Eindruck von Schmidts Bildung und dichterischer Bandbreite vermitteln. 1951/52 brachte er die 19-teilige Hörspielreihe Die Abenteuer des Herrn Pfleiderer mit Willy Reichert in der Titelrolle heraus. Dabei tauchte die Person Häberle (Oscar Heiler) nur in einigen Folgen auf (siehe hierzu auch Häberle und Pfleiderer).
In den 1960er Jahren versuchte Schmidt, mit neuen Konzepten und Sendungen im Fernsehen die Rolle des „Hausvaters vom Dienst“ abzulegen. Doch das Publikum wollte ihn als Karl Hesselbach sehen. Schon 1957 hatte er mit dem Idealen Untermieter einen Neustart nach dem durchschlagenden Erfolg der Rundfunkserien unternommen, der jedoch beim deutschen Publikum floppte. Auch ein Konzept für eine Fernsehshow, Die Sonntagsrichter mit Hans-Joachim Kulenkampff, kam nur auf wenige Sendungen.
Die Konsequenz lag für Schmidt darin, aus den Hesselbachs eine Plattform für neue Ideen zu machen. Die letzte Staffel Herr Hesselbach und … bewegte sich in den Gefilden hessischer Kommunalpolitik und nahm dezent den Zeitgeist der Endsechziger auf.

## Krankheit und Tod
Mitte der 1960er Jahre erkrankte Schmidt an der Alzheimer-Krankheit. Dies schränkte zunehmend seine Fähigkeit ein, zu schreiben und zu spielen, und war mit ein Grund für die Einstellung der Hesselbachs. Danach zog sich Schmidt weitgehend ins Privatleben zurück. Er verstarb 1977 im Alter von 63 Jahren nach langer und schwerer Krankheit in einem Sanatorium in Gelsenkirchen. Auf seinen eigenen Wunsch hin erhielt er eine Seebestattung.

## Werke
- Sie und Er. Holzner, Kitzingen 1950, DNB 454402449.
- Immer diese Ella. Buchner, München 1957, DNB 454402430.
- Die Hesselbachs. Babba. S. Mohn, Gütersloh 1967, DNB 458856711.
- Die Hesselbachs. Mamma. S. Mohn, Gütersloh 1967, DNB 458856738.

## Filmografie
- 1953: Frauen, Filme, Fernsehfunk
- 1954: Die Familie Hesselbach
- 1955: Die Familie Hesselbach im Urlaub
- 1956: Das Horoskop der Familie Hesselbach
- 1956: Herr Hesselbach und die Firma
- 1957: Der ideale Untermieter
- 1957: Ein Porträt entsteht (Dokumentarkurzfilm mit dem Maler Hans Jürgen Kallmann)
- 1960–1967: Die Firma Hesselbach (Fernsehserie, 51 Episoden)
- 1962: Die Sonntagsrichter (Fernsehserie, eine Episode)